# 페일 블루 아이
《페일 블루 아이》(영어: The Pale Blue Eye)는 2022년 개봉한 미국의 미스터리 스릴러 영화이다. 스콧 쿠퍼가 감독과 각본을 맡았으며, 루이스 바이어드의 동명 소설이 원작이다. 크리스천 베일, 해리 멜링, 질리언 앤더슨, 루시 보인턴, 샤를로트 갱스부르, 토비 존스, 티머시 스폴, 로버트 듀발 등이 출연하였다.

## 줄거리

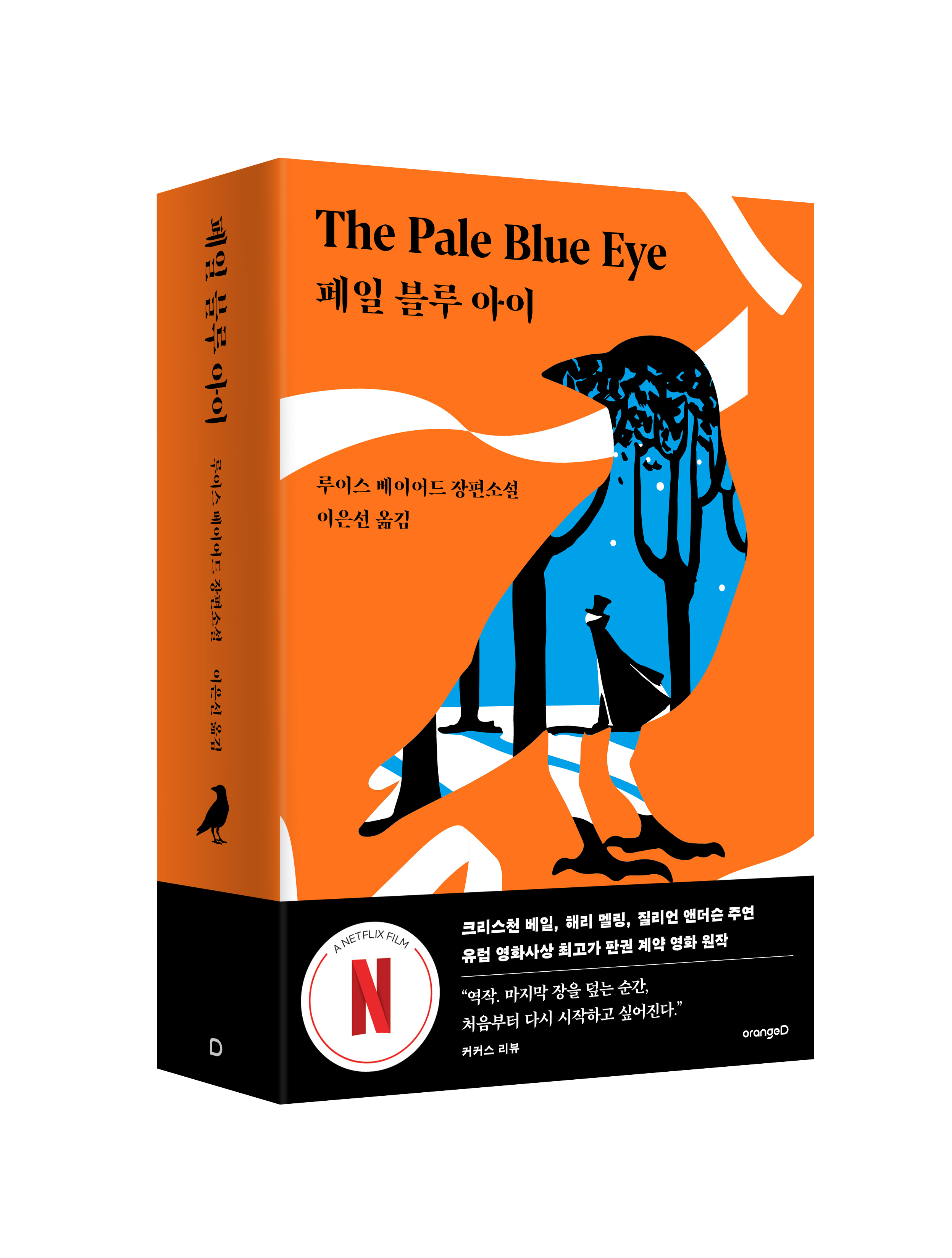
<페일 블루 아이> 도서 표지

은퇴한 경찰 오거스터스는 1830년 10월 군 의뢰로 목이 매달린 뒤 심장이 꺼내어진 한 육군사관학교 생도 사건을 조사하게 된다.  
알코올 의존증인 오거스터스는 상처했으며 딸 매티는 2년 전 가출하였다. 오거스터스는 수사를 진행하며 다른 생도 에드거 앨런 포로부터 은밀히 도움을 받기 시작한다.  
이후 한 생도가 더 살해 당하고 한 생도는 사라져버린다. 처음 희생된 생도 부검을 담당했던 대니얼이 범인으로 의심을 받고, 대니얼은 자녀의 뇌전증 치료를 위해 흑마법에 기댔음을 인정한다. 정신을 잃었던 에드거는 대니얼의 자녀들이 심장을 꺼내는 의식을 진행하기 직전 오거스터스에게 구출된다.  
군은 사건이 규명되었다고 여겨 오거스터스에게 감사를 표하지만 진실은 따로 있었는데...  

## 출연
- 크리스천 베일 - 오거스터스 랜도어 역
- 해리 멜링 - 생도 에드거 앨런 포 역
- 질리언 앤더슨 - 줄리아 마퀴스 역
- 루시 보인턴 - 리아 마퀴스 역
- 샤를로트 갱스부르 - 패치 역
- 토비 존스 - 대니얼 마퀴스 의사 역
- 사이먼 맥버니 - 이선 A. 히치콕 대위 역
- 티머시 스폴 - 실베이너스 세이어 경정 역
- 로버트 듀발 - 잔 페페이 교수 역
- 프레드 헤킨저 - 생도 랜돌프 밸린저 역
- 찰리 테이핸 - 생도 로프버러 역
- 존 페터먼

## 같이 보기
- 에드거 앨런 포의 작품 목록